# 鳥羽欽一郎
鳥羽 欽一郎（とば きんいちろう、1924年4月3日 - 2022年3月17日）は、日本の経済史・経営史学者。早稲田大学名誉教授。

## 人物・来歴
東京市出身。本郷区立誠之小学校、旧制東京都立第一中学校（東京都立日比谷高等学校の前身）を経て、早稲田大学卒。小学校・中学校時代の友人に豊田章一郎がいる。
早稲田大学商学部助教授、1958年教授。ノースウェスタン大学、マラヤ大学客員教授。1973年『二つの顔の日本人』で日本エッセイスト・クラブ賞受賞。1994年早大を退職し、新潟経営大学学長を務めた(-1999年)。2001年春、勲三等旭日中綬章受勲。1958年より２年間ハーバード大学に滞在し、経営史学および企業者史学に触れた。同時期にハーバード大学にいた中川敬一郎氏とともに日本に経営史研究を持ち帰り、経営史学会を立ち上げた。経済発展のなかでの企業家の役割を分析し、以降の経営史研究者に影響を与えた。

## 著書
- 『近代経済史 アメリカにおける産業資本の形成と発展』日本評論新社 1958
- 『シアーズ=ローバック 流通企業のイノベーター』東洋経済新報社 (世界企業)　1969
- 『企業発展の史的研究 アメリカにおける企業者活動と経営管理』ダイヤモンド社 1970
- 『ウールワース バラエティ・ストア』東洋経済新報社 1971
- 『ヒルトン・ホテル サービス産業の革新企業』東洋経済新報社(世界企業)1971
- 『スーパーマーケットA&P グレート・アトランティック・アンド・パシフィック・ティー』東洋経済新報社 1971
- 『二つの顔の日本人 東南アジアの中で』1973 (中公新書)
- 『大学の転落 新しい大学理念の創造のために』産業能率短期大学出版部 1973
- 『アメリカの流通革新 消費者志向の歴史と理念』日本経済新聞社 (日経新書)1974
- 『ビッグストアの知識』日本実業出版社 (必須入門シリーズ) 1976
- 『もう一つの韓国』東洋経済新報社 (東経選書) 1976
- 『伝統企業<強さ>の秘密』ダイヤモンド社 1978.7
- 『世界のリッチマン物語 超大富豪15人の素顔と生きざま』日本実業出版社 1978.9
- 『発展途上国と日本人』講談社 (青年海外協力隊シリーズ)1978
- 『国際摩擦はなぜ起るのか』PHP研究所 1979.6
- 『日本の流通革新 小売業百年の歴史と企業者活動』日本経済新聞社 (日経新書)1979
- 『これからの韓国 全斗煥大統領と先進祖国政策』サイマル出版会 1984.4
- 『10年後韓国と北朝鮮はこう変わる 日本は何をすべきか』第一企画出版 1987.1
- 『景気は自らつくるもの 「丸井」創業者、青井忠治の伝記』東洋経済新報社 1987.7
- 『日本における企業家・経営者の研究 『私の履歴書』掲載176人のサンプルを中心として』早稲田大学産業経営研究所 1988.6
- 『巨富を築いた36人の男たち』実業之日本社 1989.11
- 『生涯現役 エコノミスト高橋亀吉』東洋経済新報社 1992.12

### 共編著
- 『流通革命20年の証明 消費者共感の哲学を実践するダイエー』 国際商業出版 1977.8
- 『伊予商人とクレジット 日本月賦産業の歴史と展望1』田中政治共著 東洋経済新報社 1981.4
- 『クレジット商法に生きる 日本月賦産業の歴史と展望3』田中淑生共著 東洋経済新報社 1981.4
- 『小売業とクレジット革新 日本月賦産業の歴史と展望２』富士ケ根靖雄共著 東洋経済新報社 1981.4

### 翻訳
- B.K.マーシャル『日本の資本主義とナショナリズム ビジネス・エリートの経営理念』ダイヤモンド社 1968
- ハーマン・E.クルース、チャールズ・ギルバート『アメリカ経営史』東洋経済新報社 1974
- R.P.ルメルト『多角化戦略と経済成果』東洋経済新報社 1977.5
- ゴードン・ウェイル『シアーズ・ローバックの企業戦略 流通が製造を支配する』PHP研究所 1979.11
- アルフレッド・D.チャンドラー Jr.『経営者の時代 アメリカ産業における近代企業の成立』小林袈裟治共訳 東洋経済新報社 1979
- G.ハリー・スタイン『生き残る会社・消える会社 データにみるサバイバルの条件』ティビーエス・ブリタニカ 1986.9